# Alisułtan Alisułtanow
Alisułtan Abdułatipowicz Alisułtanow (ros. Алисултан Абдулатипович Алисултанов, ur. 13 listopada 1964) – radziecki zapaśnik walczący w stylu wolnym. Brązowy medalista mistrzostw Europy w 1990